# Osterbruch
Osterbruch (platduits: Osterbrook) is een gemeente in de Duitse deelstaat Nedersaksen. De gemeente maakt deel uit van de Samtgemeinde Land Hadeln in het Landkreis Cuxhaven. Osterbruch telt 475 inwoners.

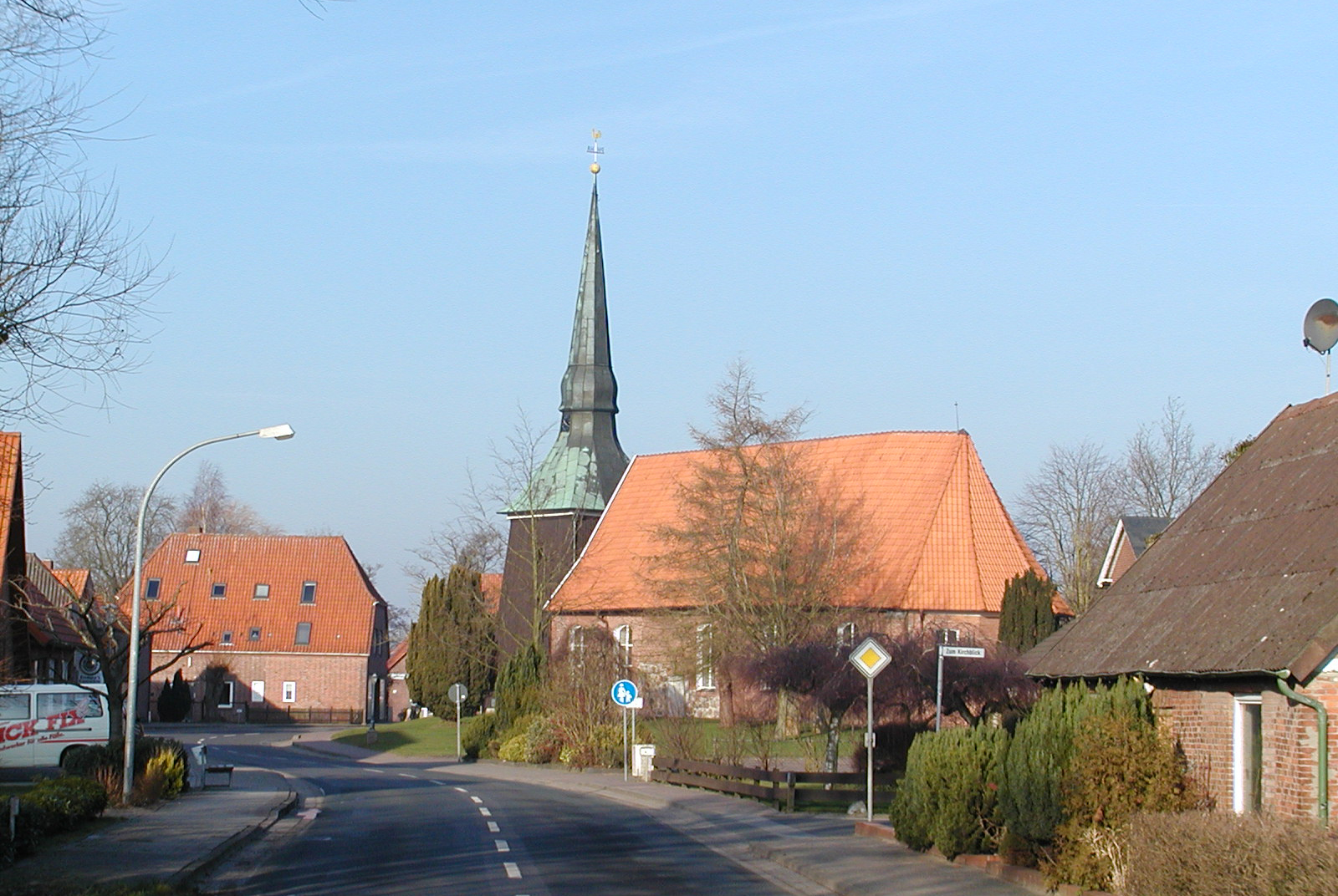
St. Petruskerk

 Het dorp wordt voor het eerst vermeld in een oorkonde uit 1207 waarin de kerk van Sint-Petrus door de bisschop van Bremen aan zijn Domkapittel wordt geschonken.